# The Collective (película de 2023)
The Collective es una película de acción estadounidense escrita por Matt Rogers y Jason James, dirigida por Tom DeNucci y protagonizada por Lucas Till, Ruby Rose, Mercedes Varnado, Paul Ben-Victor, Tyrese Gibson y Don Johnson. Fue estrenada el 4 de agosto de 2023.

## Reparto
- Lucas Till como Sam[1]
- Ruby Rose como Daisy[1]
- Don Johnson como Liam[1]
- Mercedes Varnado como Nikita[2]
- Tyrese Gibson como Hugo[1]
- Paul Ben-Victor como Miro[2]
- Michael Zuccocla como Christopher
- Eric Lutes como George

## Producción
En diciembre de 2022, se informó que Lucas Till, Ruby Rose, Tyrese Gibson y Don Johnson fueron elegidos para la película y que terminó la fotografía principal. Al mes siguiente, se agregaron al elenco Paul Ben-Victor y Mercedes Varnado.

## Estreno
En mayo de 2023, se anunció que Quiver Distribution adquirió los derechos de distribución de la película en América del Norte. La película se estrenó en cines, en formato digital y bajo demanda el 4 de agosto de 2023.